# Universidade Jaime I
A Universidade Jaime I (Universitat Jaume I em valenciano, língua oficial) é uma universidade pública de ensino superior e pesquisa localizada na cidade de Castellón, na Espanha. Foi fundada em 1991. Seu nome se deve ao rei Jaime I, o Conquistador.